# Darcy Roper
Darcy Roper (* 31. März 1998) ist ein australischer Leichtathlet, der sich auf den Weitsprung spezialisiert hat.

## Sportliche Laufbahn
Darcy Roper tritt seit 2012 in nationalen Wettkämpfen an. Zu Beginn seiner Karriere gewann er mehrere australische Jugendtitel, damals neben dem Weitsprung, auch in den Kurzsprintstrecken. 2015 trat er im März erstmals bei den Erwachsenen bei den australischen Meisterschaften an. Mit 7,91 m wurde er Zweiter und reiste anschließend als einer der Topfavoriten zu den U18-Weltmeisterschaften in Cali. In seiner Qualifikationsrunde sprang er die größte Weite und konnte im Finale erstmals die Acht-Meter-Marke überspringen. Dennoch reichte dies nicht für den Sieg, da er Kubaner Maykel Massó noch vier Zentimeter weiter sprang. Seine 8,01 m bedeuteten neben dem Vizeweltmeistertitel auch einen neuen australischen Jugendrekord.
2016 trat er bei den U20-Weltmeisterschaften in Bydgoszcz an. Im Finale sprang er 7,88 m und gewann damit die Bronzemedaille, hinter Massó und dem Griechen Miltiadis Tendoglou. Auch in den Saisons 2017 und 2018 kam er bei nationalen Wettkämpfen nicht an die Acht-Meter-Marke heran.
Im Frühjahr 2019 sprang er dann mehrfach über 8 Meter und stellte bei einem Meeting in Perth eine neue Bestweite von 8,13 m auf. Im Juli trat er dann als Student der University of Queensland bei der Universiade in Neapel an. Dort blieb er unter 8 Metern, konnte mit 7,90 m allerdings die Bronzemedaille gewinnen. Bei den Weltmeisterschaften in Doha scheiterte er mit 7,82 m in der Qualifikation und belegte damit den 15. Platz. Im Januar 2020 sprang er bei einem Wettkampf in Canberra persönliche Bestleistung von 8,20 m. Zwei Jahre später nahm er in der Heimat zum ersten Mal an den Ozeanienmeisterschaften teil und gewann im Weitsprung die Silbermedaille.
Roper trainiert im Lakeside Stadium in Melbourne.

## Wichtige Wettbewerbe
| Jahr                   | Veranstaltung           | Ort                    | Platz                  | Disziplin              | Weite                  |
| Startet für Australien | Startet für Australien  | Startet für Australien | Startet für Australien | Startet für Australien | Startet für Australien |
| ---------------------- | ----------------------- | ---------------------- | ---------------------- | ---------------------- | ---------------------- |
| 2015                   | U18-Weltmeisterschaften | Cali                   | 2.                     | Weitsprung             | 8,01 m                 |
| 2016                   | U20-Weltmeisterschaften | Bydgoszcz              | 3.                     | Weitsprung             | 7,88 m                 |
| 2019                   | Sommer-Universiade      | Neapel                 | 3.                     | Weitsprung             | 7,90 m                 |
| 2019                   | Weltmeisterschaften     | Doha                   | 15.                    | Weitsprung             | 7,82 m                 |
| 2022                   | Ozeanienmeisterschaften | Mackay                 | 2.                     | Weitsprung             | 7,84 m                 |

## Persönliche Bestleistung
Freiluft
- Weitsprung: 8,20 m, 25. Januar 2020, Canberra

## Sonstiges
Mit 16 Jahren zog Roper, aufgrund von häuslichen Schwierigkeiten, zu Hause aus und lebte anschließend im Internat des Boys College in Brisbane. Während der Ferien lebte er bei Freunden. Nach seinem Vizeweltmeistertitel 2015 in Cali wurde er von Asics gesponsert und schloss im selben Jahr die Schule ab. Seitdem ist er Student und arbeitet nebenbei in einem Sportfachgeschäft von Asics.